# Union pan-russe pour l'égalité des femmes
L'Union pan-russe pour l'égalité des femmes (russe : Всероссийский союз равноправия женщин) est une organisation libérale féministe formée dans l'Empire russe pendant la révolution russe de 1905. L'Union demande l'égalité politique, notamment le droit de vote pour les femmes. Elle est implantée à Moscou et Saint-Pétersbourg, et a des sections locales dans différentes villes de Russie. À son apogée, en 1906, elle regroupe 8 000 membres et 78 comités dans 65 villes. Elle publie une revue mensuelle, L'Union des femmes ((ru) Союз женщин) entre 1907 et 1909. Elle se dissout peu après la fin de la révolution. Bien qu'elle n'ait pas atteint concrètement ses objectifs, l'Union a réussi à sensibiliser l'opinion et la conscience politique des femmes russes.

## Formation et objectifs
L'Union est créée par 30 femmes libérales un mois après le dimanche rouge (22 janvier 1905). Zinaïda Ivanova (Zinaida Mirovich), Anna Kalmanovich, Lioubov Gourevitch, Maria Tchekhova et Iekaterina Chtchepkina figurent parmi les fondatrices. Elles estiment que les organisations libérales comme l'Union de libération sont indifférentes aux droits de la femme,.
Le 10 avril, l'Union appelle à un premier meeting de femmes à Moscou. Environ 1 000 participantes posent les jalons d'un premier congrès, du 7 au 10 mai 1905. Le congrès, présidé par Anna Milioukova, réuni près de 300 déléguées, dont les 70 déléguées envoyées à partir de 26 comités locaux. Il adopte un vaste programme, soulignant que la libération de la femme est inséparable de la libération de l'ensemble de la société. L'Union ne met pas l'accent uniquement sur la question des femmes, mais s'inscrit dans le mouvement libéral, en utilisant volontairement le terme « libération de la femme » et non pas celui de « féminisme ». Son programme demande l'élection d'une assemblée constituante au suffrage égalitaire, direct, secret et universel, sans distinction de sexe, de nationalité ou de religion, l'autonomie des nationalités, et l'abolition de la peine de mort. Ces revendications s'ajoutent à celles propres aux femmes, égalité devant la loi, égalité des droits dans toute réforme foncière, protection par la loi et garanties sociales pour les travailleuses, et mixité dans l'éducation à tous les niveaux,. La question des autonomies nationales est source de division : les Russes ont été surprises par l'importance de cette revendication pour les Ukrainiennes, les Polonaises, les Lituaniennes, les Juives, et les Biélorusses. Un second congrès est organisé les 8-12 octobre 1905. Le troisième se tient les 21-24 mai 1906.

## Activités
L'Union demande aux doumas des villes et des zemstvo d'accorder aux femmes le droit de vote. En mai 1905, avec treize autres syndicats, elle fait partie des membres fondateurs de l'Union des syndicats, regroupant des syndicats professionnels de l'industrie et du commerce. Elle adhère également à l'Alliance internationale pour le suffrage des femmes et envoie des déléguées à ses congrès à Copenhague (août 1906) et d'Amsterdam (juin 1908). Elle organise des réunions de femmes, présente et recueille des signatures pour des pétitions, auprès de diverses institutions politiques, dont la Douma d'État. Elle fait pression sur diverses organisations pour qu'elles ajoutent le droit de vote des femmes à leur programme, avec un accueil très tiède, favorable dans le principe, mais considérant qu'en pratique le moment n'en est pas opportun. À la demande de certains députés à la Douma qui lui sont plus ouverts, elle prépare des recommandations sur les modifications à apporter aux textes législatifs pour intégrer les droits des femmes, mais la Douma est dissoute avant que ce lobbying n'atteigne ses buts.
Au pic de la révolution russe de 1905, notamment pendant l'insurrection de Moscou de 1905, les membres de l'Union soutiennent activement les révolutionnaires dans la collecte de fonds, l'organisation des premiers soins et de cantines, défilent dans les rues et entretiennent les barricades. Des femmes collaborent également avec d'autres organisations, comme la Croix-Rouge, l'Union des syndicats, et la bourse du travail.
Le budget de l'Union est de 3 800 roubles pour 1905-1906, dont 1 000 roubles destinés au soutien d'autres organisations et des grévistes. À l'automne 1906, sa branche de Saint-Pétersbourg organise une tournée de conférences d'agitation ; les plus populaires de ces conférences attirent des auditoires de plus de 800 femmes. En 1907, l'Union distribue 10 000 brochures et livres dans les campagnes, et organise des lectures communes pour les femmes qui ne sont pas alphabétisées.

## Disparition
L'Union essaie d'inclure dans son programme les questions concernant les ouvrières (les garanties sociales) et les paysannes (l'égalité devant la réforme agraire), mais elle n'arrive pas à obtenir durablement leur soutien. La solidarité de classe reste plus importante que l'unité des femmes. Des désaccords internes et la répression des autorités tsaristes conduisent à une diminution rapide de ses effectifs. La parution de L'Union des femmes est interrompue en décembre 1909. N'ayant jamais été officiellement enregistrée en tant qu'organisation, elle n'a pas à se dissoudre. La Ligue pan-russe pour l'égalité des femmes lui succédera.